# Daniel Gran

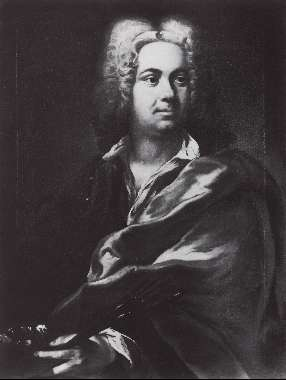
Daniel Gran, Selbstporträt

Daniel Gran (* 22. Mai 1694 in Wien; † 16. April 1757 in St. Pölten) war ein österreichischer Maler des Barock. Er gilt als Hauptvertreter der klassizistischen Richtung innerhalb der österreichischen Barockmalerei.

## Leben und Ausbildung
Gran war der Sohn eines Hofkochs Kaiser Leopolds I., unter seinen Vorfahren waren Glasmaler. Gefördert wurde er durch das Haus Schwarzenberg, das ihm auch eine Studienreise in Italien finanzierte, wo er vor allem bei Sebastiano Ricci in Venedig und Francesco Solimena in Neapel studierte. In seinen Werken ist ein Schwanken zwischen venezianischem Einfluss in der Farbgebung sowie neapolitanischem Einfluss in der Komposition zu bemerken. Neben dem Fürstenhaus Schwarzenberg kam auch der Hof als Auftraggeber hinzu; 1727 wurde er zum Hofmaler ernannt.
Seit 1732 führte er die geadelte Form seines Namens: „Daniel le Gran“, oder seit 1736 das Prädikat „della Torre“. Dass es zu einer tatsächlichen Nobilitierung gekommen wäre, ist mangels aller Unterlagen der Adelsregistratur des Wiener Gratialarchivs eher zu bezweifeln. Näher liegt, dass der Meister Adelstitel und Wappen eines kaiserlichen Fähnrichs Nikolaus Gran della Torre (nobilitiert am 12. Mai 1621) mit Erfolg für sich beanspruchte und wieder aufleben ließ. Eine widerrechtliche Führung von Adelstitel und Prädikat wäre in der damaligen Zeit und angesichts der exponierten gesellschaftlichen Stellung des Künstlers undenkbar.
Im Jahr 1894 wurde in Wien Rudolfsheim-Fünfhaus (15. Bezirk) die Grangasse nach ihm benannt.

## Werk

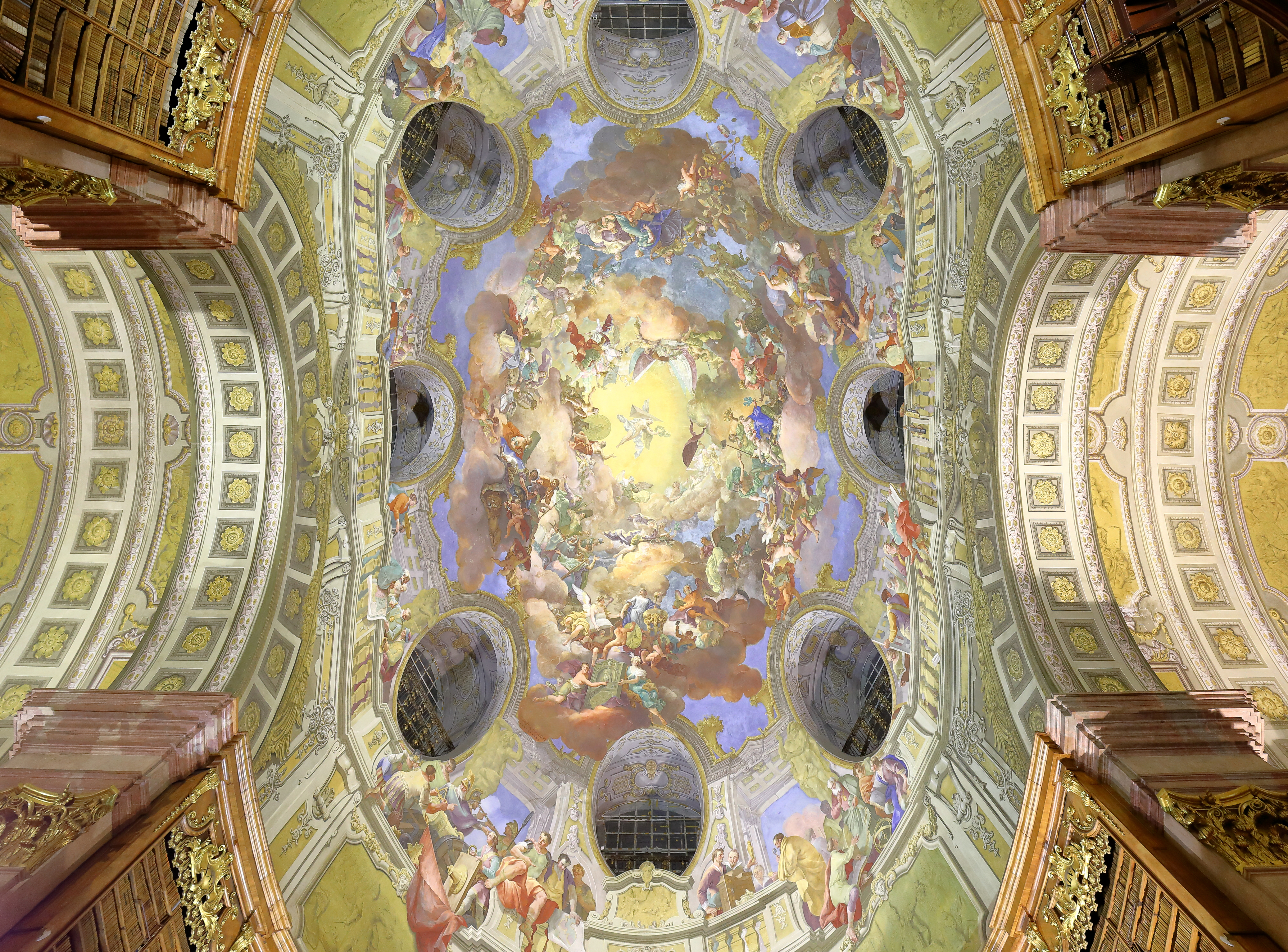
Kuppelfresko des Prunksaales der Österreichischen Nationalbibliothek

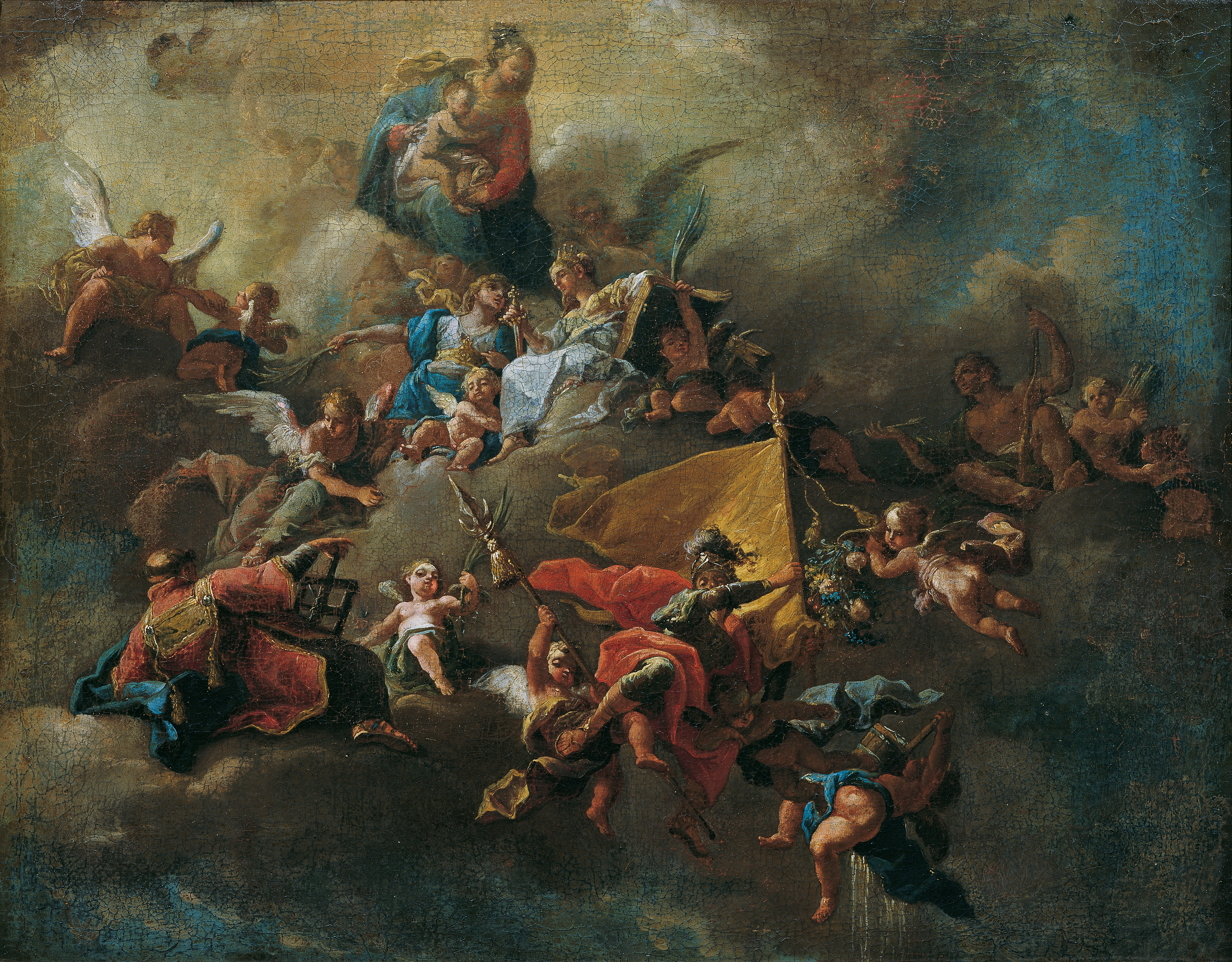
Maria mit dem Kind und Heiligen, auf Wolken thronend, um 1730, Belvedere, Wien

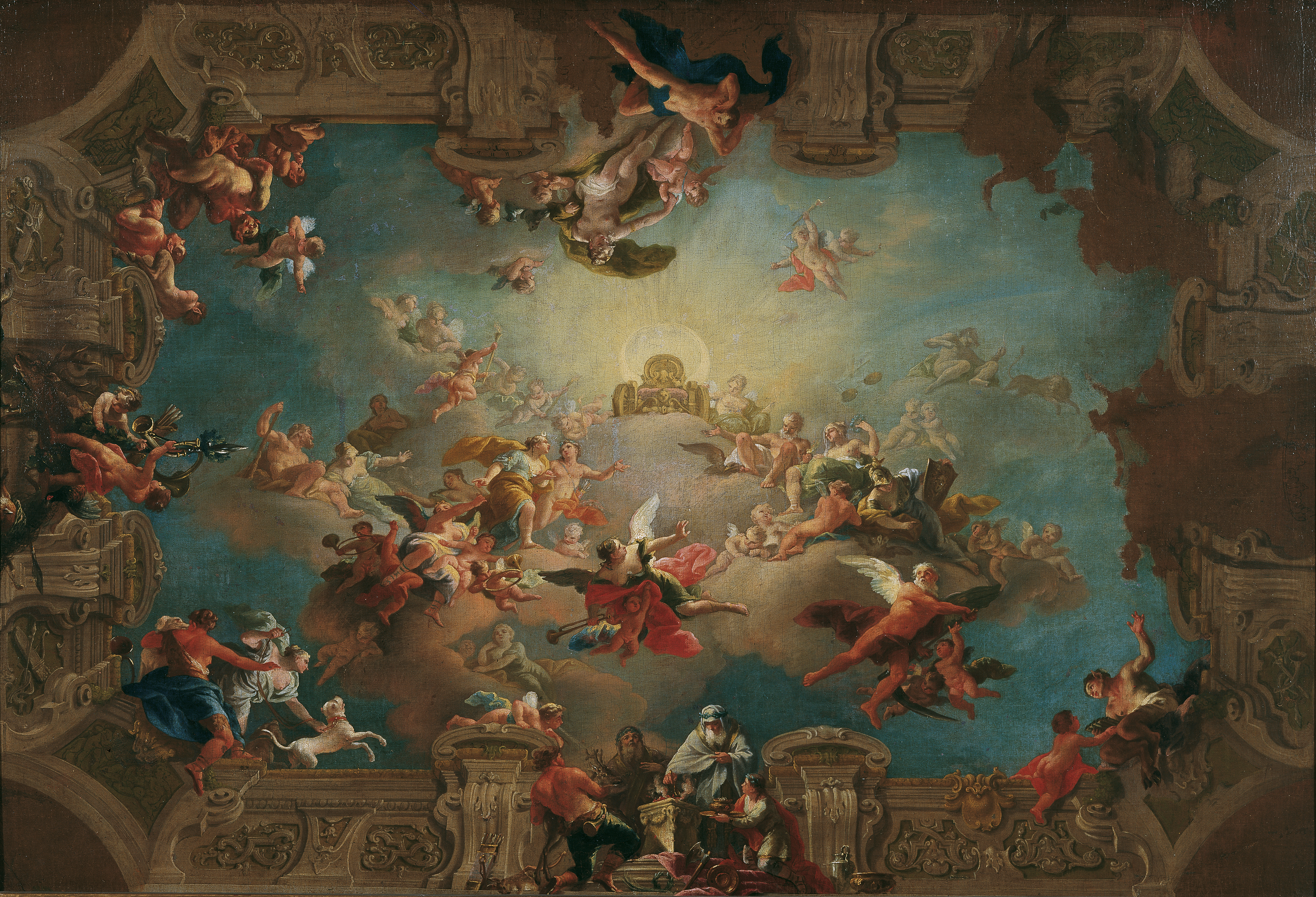
Aufnahme Dianas in den Olymp, 1732, (Entwurf für das Deckenfresko im Jagdschloss Eckartsau (Niederösterreich)), Belvedere, Wien

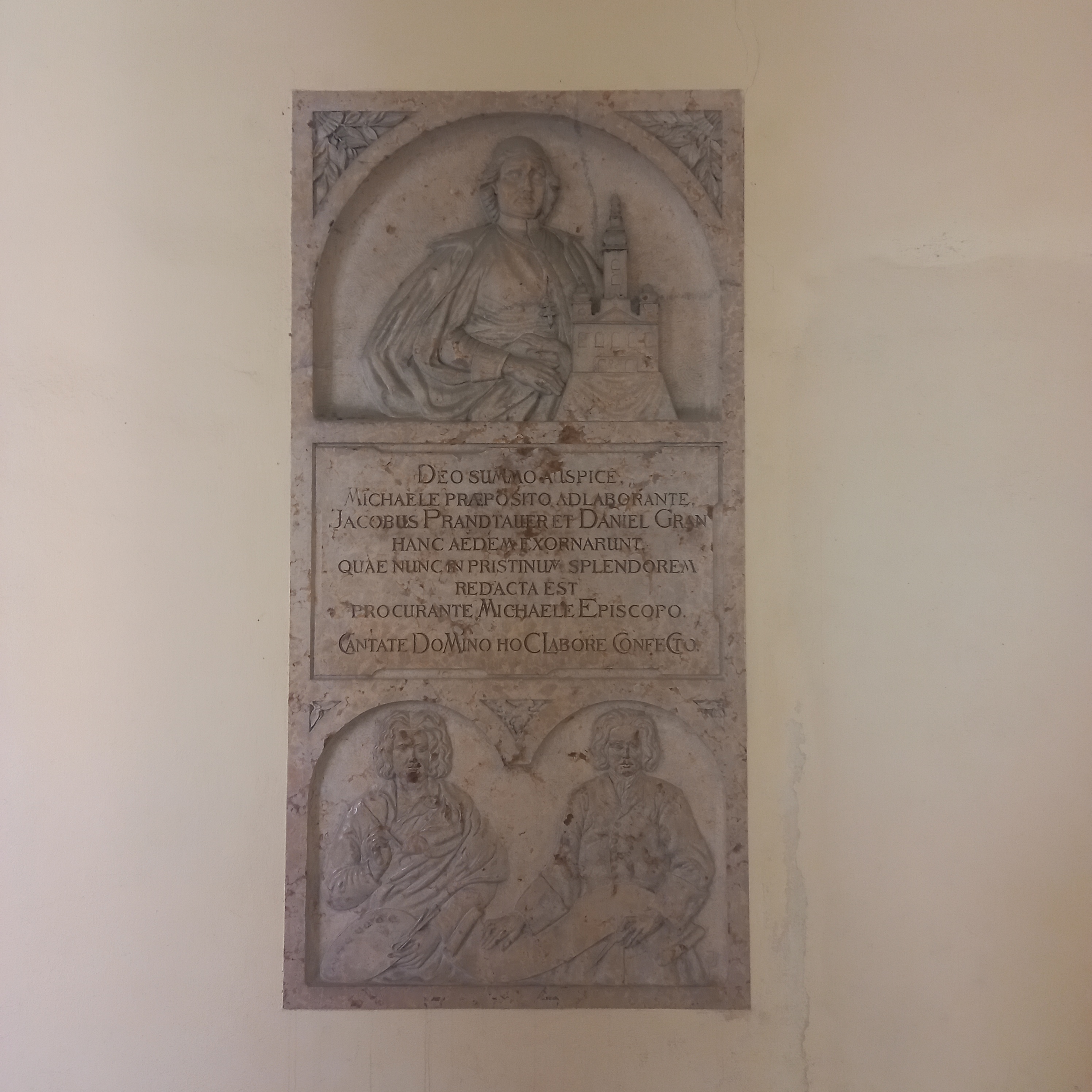
Das Grab von Daniel Gran und Jakob Prandtauer im Dom zu St. Pölten (Kreuzgang)

- 1726–1728 – Kuppelfresko für das Gartenpalais Schwarzenberg (1945 zerstört): Allegorie auf den Tagesanbruch. So wie bei Rottmayr war der Hintergrund keine Darstellung des Tages- und Nachthimmels, sondern eher gelblich. Die Illusionswirkung war für zwei gegenüberliegende Standpunkte berechnet, was für Fresken eher ungewöhnlich war.
- 1726–1730 – das Kuppelfresko der Hofbibliothek, der heutigen Nationalbibliothek, gilt als Hauptwerk Grans: das Programm wurde vom kaiserlichen Rat Conrad von Albrecht entworfen und stellt eine Apotheose des Kaisers Karl VI. dar. Im Zentrum wird der Kaiser von Herakles und Apoll gestützt, die von den allegorischen Figuren verschiedener Künste und Wissenschaften flankiert werden. Das Fresko hat eine „Kriegsseite“ (mit den Allegorien von Mathematik, Geometrie und Mechanik) sowie eine „Friedensseite“ (mit den Allegorien von Medizin, Rechtswissenschaft und Ackerbau). Der Gründungszweck der Bibliothek, die Indienstnahme der Wissenschaft durch den Staat, die in dieser Zeit ihre Anfänge findet, soll damit ausgedrückt werden.
- um 1730 – Maria mit dem Kind und Heiligen, auf Wolken thronend. Eine Variation nach dem Deckenfresko Allegorie auf das Studium der irdischen Dinge im Prunksaal der Nationalbibliothek in Wien. (Wien, Belvedere)
- 1732 – Deckenfresko im Schloss Eckartsau: Aufnahme Dianas in den Olymp. Die illusionistische Scheinarchitektur bildet hier nur einen Rahmen, das Gemälde spielt in einem undefinierbaren Raum.
- 1738–1743 – Kuppel- und Langhausfresko der Wallfahrtskirche auf dem Sonntagberg: hier ist der Illusionismus fast komplett zurückgenommen.
- 1744 – Deckengemälde in der Schlosskapelle Schönbrunn: Die hl. Maria Madgalena und die theologischen Tugenden Glaube, Hoffnung und Liebe.
- 1744 (vermutete Datierung) – Fresken in der Schlosskirche Hetzendorf: Taufe Christi, Verklärung Christi und Bergpredigt. Zunächst Franz Josef Wiedon zugeschrieben, ist die Zuschreibung an Daniel Gran durch zwei Zeichnungen in der Albertina und ein Studienblatt im Museum der bildenden Künste in Budapest erhärtet.[2]
- 1745 – Das Hochaltarbild Mariae Himmelfahrt in der Stiftskirche des Zisterzienserstiftes Lilienfeld.[3]
- 1746 – Heute nicht mehr erhaltene Seitenschiffkuppeln sowie die 4 (noch erhaltenen) Seitenaltarbilder in der damaligen St. Pöltner Stiftskirche, der heutigen St. Pöltner Domkirche: Seitenaltarbilder der hll. Barbara, Hippolyt und Augustinus sowie der Josefi-Altar, der thematisch jedoch die Hl. Familie, Die Ruhe auf der Flucht, zeigt. Außerdem schuf Gran auch das (heute noch erhaltene) Fresko für den Mittelraum der Stiftsbibliothek: Die Allegorie der Weisheit.
- 1746 (vermutete Datierung): Ölskizze zum Hochaltarbild der Kirche im Stift Herzogenburg, danach deren großformatige Ausführung; in den Folgejahren Auftrag zur Freskierung der Deckengewölbe der Stiftskirche, welcher jedoch nur im Chorraum ausgeführt wurde (Fertigstellung der Deckenfreskierung ab 1750 durch Bartolomeo Altomonte).
- 1749 – Marmorsaal in Stift Klosterneuburg: mehrteiliges Fresko die Glorie des Hauses Österreich mit einer klaren, fast schon klassizistischen Komposition. In der Mitte ist ein Obelisk mit einer Darstellung des Heiligen Leopold, um den herum Putten mit Schleier und Holunderbäumen (Gründungslegende Klosterneuburgs) zu sehen sind. Rundherum sieht man Allegorien der österreichischen Majestät (mit den Kronen des Heiligen Römischen Reichs, Böhmens und Ungarns), der österreichische Tapferkeit, und der österreichische Klugheit und Standhaftigkeit, sowie die Darstellung der Vereinigung der Häuser Habsburg und Lothringen, wo mit einem Amor zwischen den allegorischen Figuren die Liebesheirat von Maria Theresia und Franz Stephan von Lothringen dargestellt wird.
- 1751 schuf Daniel Gran die Deckenfresken der Annakirche im 1. Wiener Gemeindebezirk. Das erste Fresko zeigt die Glorie der Mutter Anna, das zweite die Herrlichkeit der Mutter Maria und das Fresko über der Orgel das Kommen des göttlichen Kindes. Auch das Hochaltarbild stammt von Daniel Gran. Es zeigt die Hl. Sippe.
- 1755 - Fresken im Schloss Fridau; "Aurora mit Athene und Apollon ; als Apotheose Wissenschaft und Kunst darstellend, von Motiven aus Ovids Metamorphosen begleitet".[4]
- 1756 Kuppelfresko der Gnadenkapelle im ehem. Kapuzinerkloster Und bei Krems: Die Erlösung der Welt durch die Sendung Christi, sein letztes Werk. Er führt den Betrachter in die Himmlische Welt und ihr Wirken für die Erde in Ewigkeit und im Jetzt, inmitten Gottvater und Taube, Maria vor Jesuskind, Engelsturz, Kreuzigung – symbolisch durch Engel, die das Kreuz aufrichten, Adam und Eva.

Grans Figuren sind „in kühlem Abwägen und mit feinfühligem Takt“ geordnet, es herrscht „betonte Übersichtlichkeit und Klarheit in der Gruppendisposition“, beliebter Kompositionstypus ist dabei die Raute. Im Gegensatz zur barocken Bewegtheit seines Generationsgenossen Paul Troger „stilisiert“ Gran „den Vorgang“: Massige, wuchtige Figuren bevölkern Bildräume mit architektonischen Elementen wie mächtigen Säulen auf hohen Postamenten oder Torbögen; Ergebnis ist „das Pathos der großen beherrschten Gebärde“. Gegen Ende seiner Laufbahn verlieren sich die „barocken“ Elemente (Figurenreichtum, Illusionismus, Erlebnishaftigkeit) immer mehr – Gran gilt als wichtiger Vorbereiter des Klassizismus.

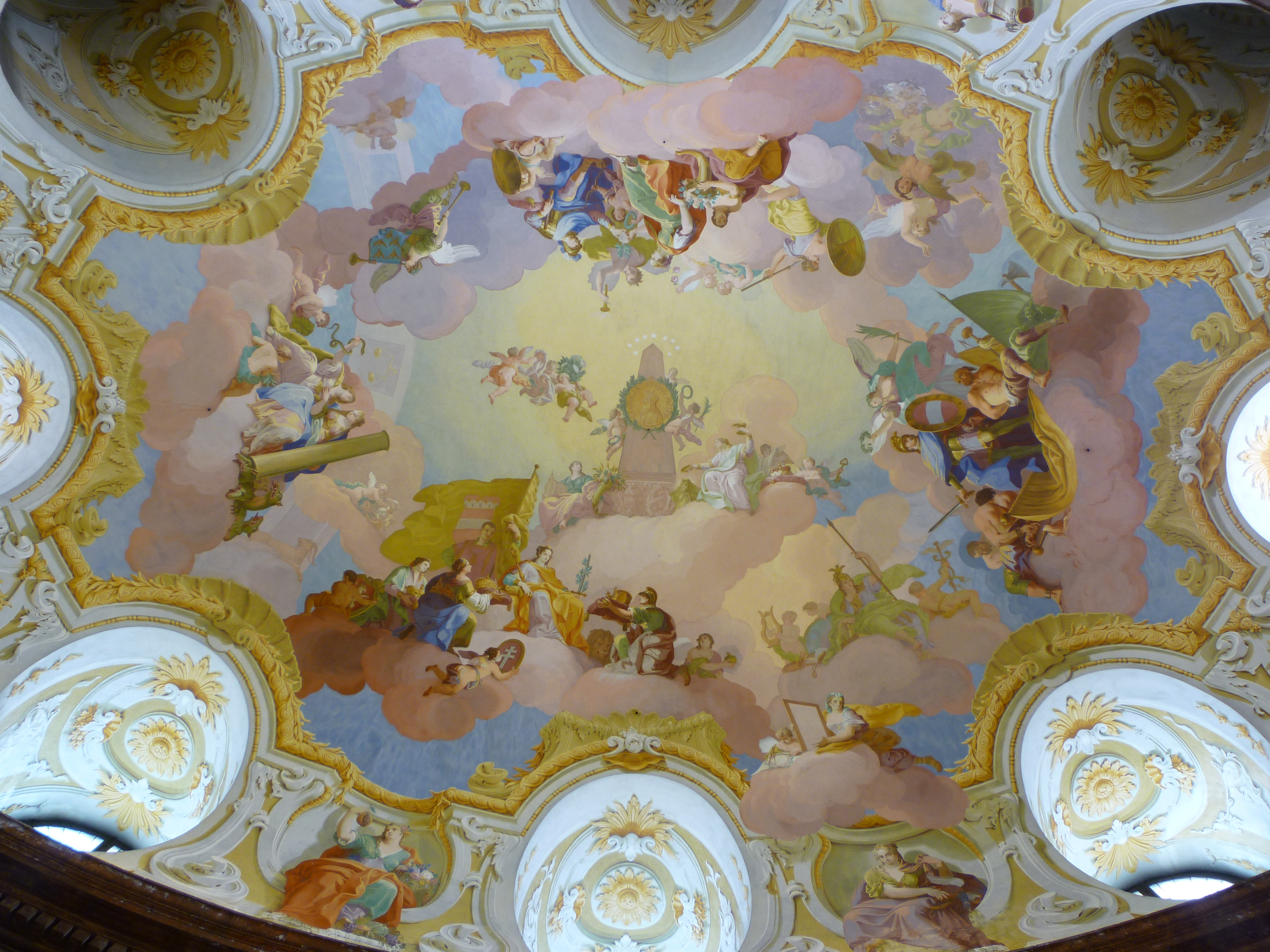
Die Glorie des Hauses Österreich, Kuppelfresko im Marmorsaal von Stift Klosterneuburg (1749)
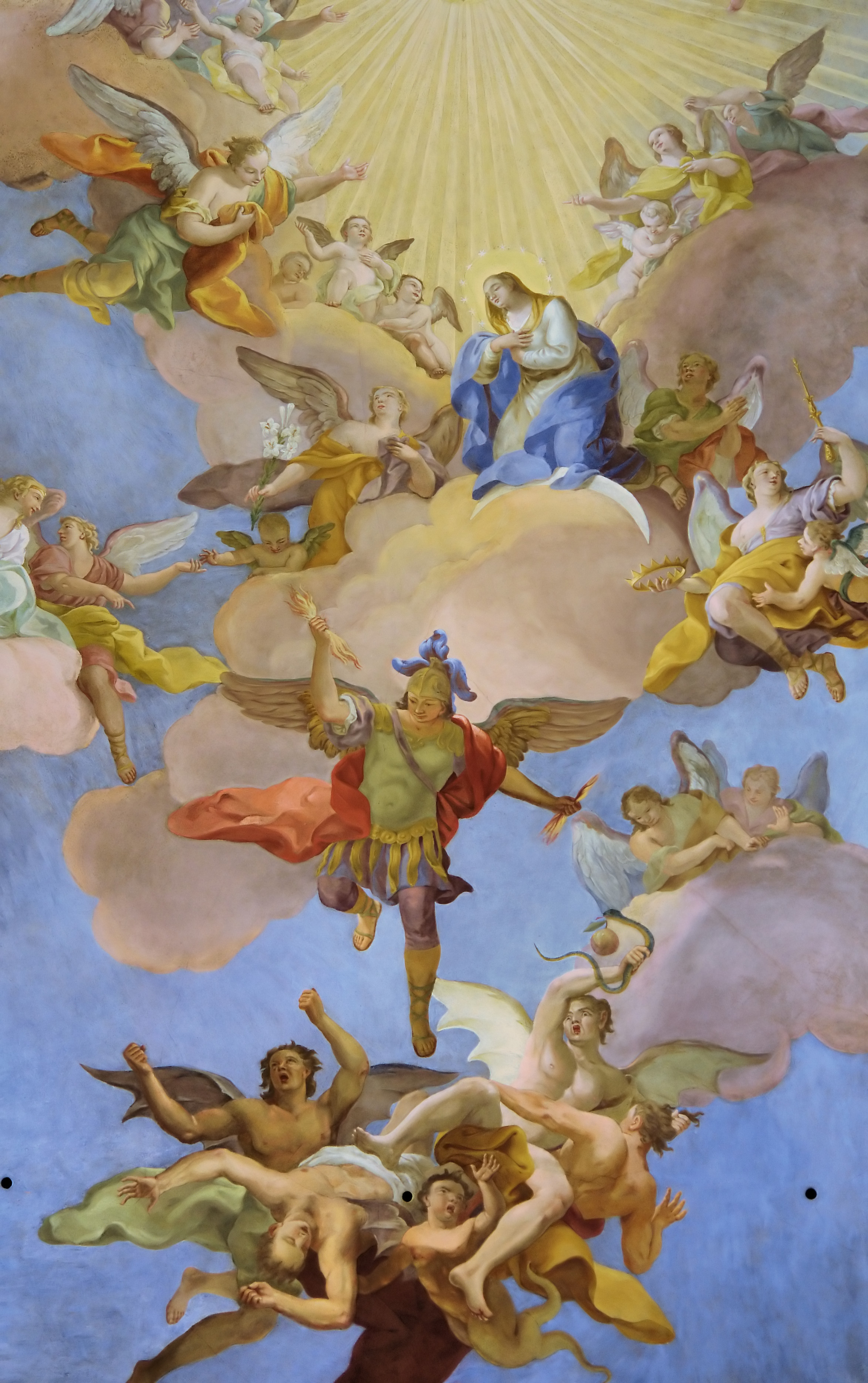
Glorie der hl. Maria, Fresko in der Annakirche Wien
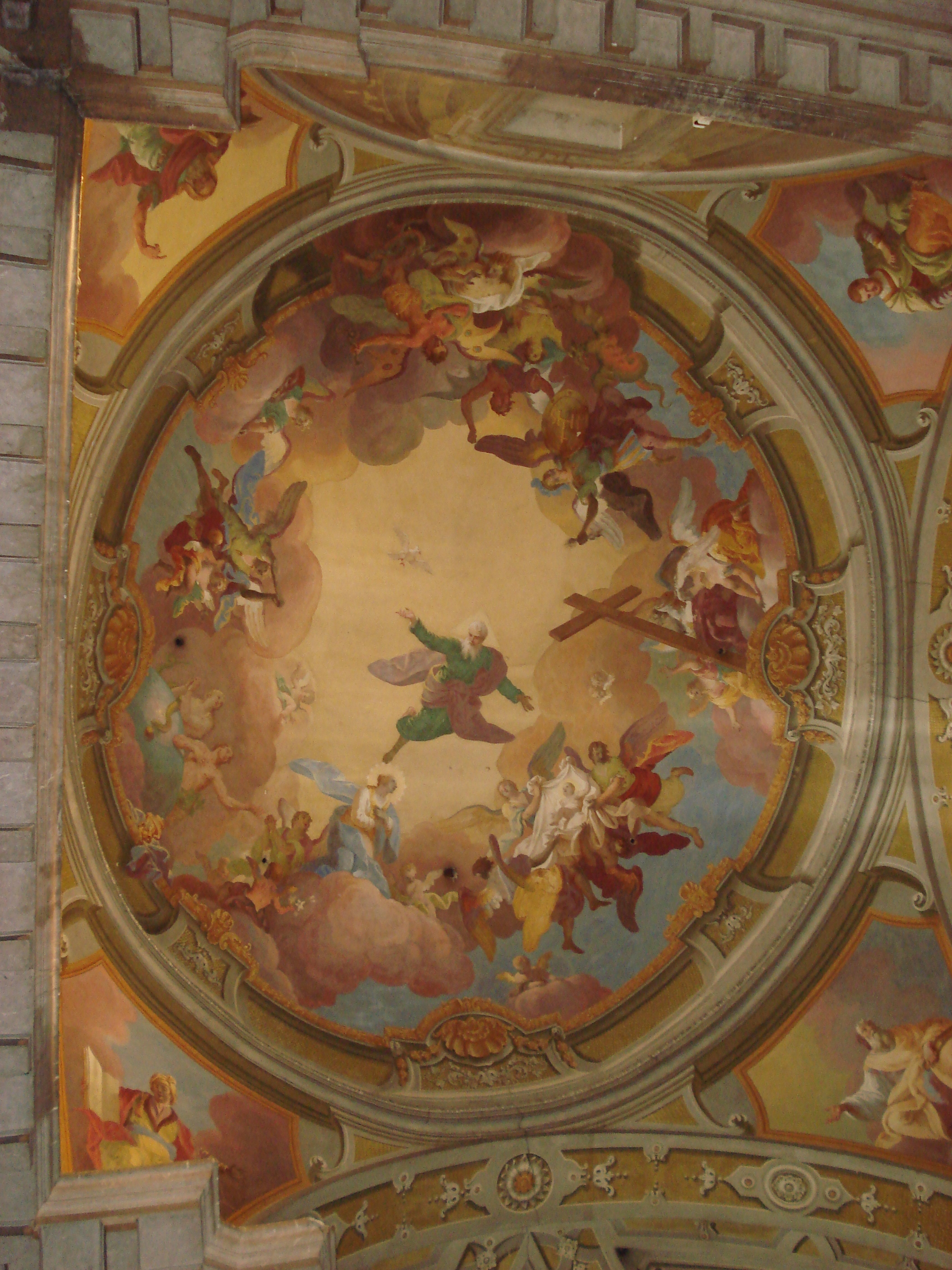
Kuppelfresko der ehem. Gnadenkapelle Und (1756)
Bergpredigt, Schlosskirche Hetzendorf